# 特型演員
特型演員是中華人民共和國和蘇聯電影的一種現象，指的是出於「重現當年情景」的需要，用一个固定的，与某个伟人面貌相似的演员饰演其在影视剧作品中的角色。因此對這類演員的挑選也特別嚴格，對他們從事可能影響形象的活動也多有限制。
知名的特型演員有饰演毛澤東的古月、唐国强（从普通演员转型）、張克瑤、陳燕、王霙；饰演周恩來的王鐵成、刘劲、孙维民 ；饰演鄧小平的盧奇、饰演蒋介石的孙飞虎；饰演列寧的鮑里斯·瓦西里耶維奇·史楚金；饰演斯大林的米哈伊尔·格洛瓦尼等。

## 要求
中國官方針對飾演開國元勳的特型演員的要求非常高，除了形象要與特定人物相似外，還要有特定的身高體重的標準；另外特型演員一向被稱作「擔任某某人的不二人選」，故特型演員往往除了特定角色之外其他方面的戲路較為有限。

## 興起
1976年時值毛澤東與周恩來、朱德去世的時期，中國人民也跟著緬懷開國元勳的形象，而中共黨中央為了繼續讓開國元勳的形象再次深植人心，故有了飾演中共早期領導階層的特型演員的問世。1970年代末，葉劍英「欽定」當時任職於八一電影製片廠的古月擔任毛澤東的特型演員，為中國特型演員的起源；之後擔任中華人民共和國開國元勳的領導階層的特型演員之人選則必須通過中共黨中央的認可才能上演。
2011年亞洲週刊報導，電視劇《開天闢地》「和電影《建國大業》、《建黨偉業》一樣，規避了採用特型演員的做法，而是邀請了許多觀眾熟知和喜愛的青年演員加盟……紅色影視走入非特型時代。」

## 特型演員與角色

### 孙文／孙中山
- 刘文治
- 卢奇
- 赵文瑄
- 马少骅

### 毛澤東
- 古月
- 唐國強
- 張克瑤
- 章飛一絕
- 韩中
- 李克俭
- 王霙
- 佟瑞欣
- 黄海冰
- 宋晓飞
- 谷智鑫
- 侯京健
- 王仁君

### 蔣中正／蔣介石
- 孫飛虎
- 赵恒多
- 许道临
- 馬曉偉
- 蓋美
- 杜雨露
- 陈道明
- 吴京安
- 王劲松
- 郑玉
- 沈保平

### 周恩來
- 王鐵成
- 劉勁（也為張學良的特型演員）
- 孙维民
- 柴雲清
- 孔祥玉

### 任弼时
- 路希
- 翁显樵
- 王健
- 祝新运
- 刘国平

### 刘少奇
- 郭法曾
- 郭连文
- 张兴亚
- 刘沙
- 潘正华

### 朱德
- 王伍福
- 刘怀正
- 王韦智

### 陈毅
- 谷伟
- 冯黎
- 刘锡田
- 许德山
- 黄俊鹏

### 鄧小平
- 盧奇
- 曹灿
- 潘玉民

### 葉劍英
- 張雲立
- 叶进

### 林彪
- 由立平（電視劇《少帅》也饰演過蒋中正／蒋介石一角）
- 馬紹信

### 江泽民
- 彭江（也扮演过毛泽东、邓小平）
- 卯秋民（也扮演过毛泽东）[3]